# Museum der Illusionen

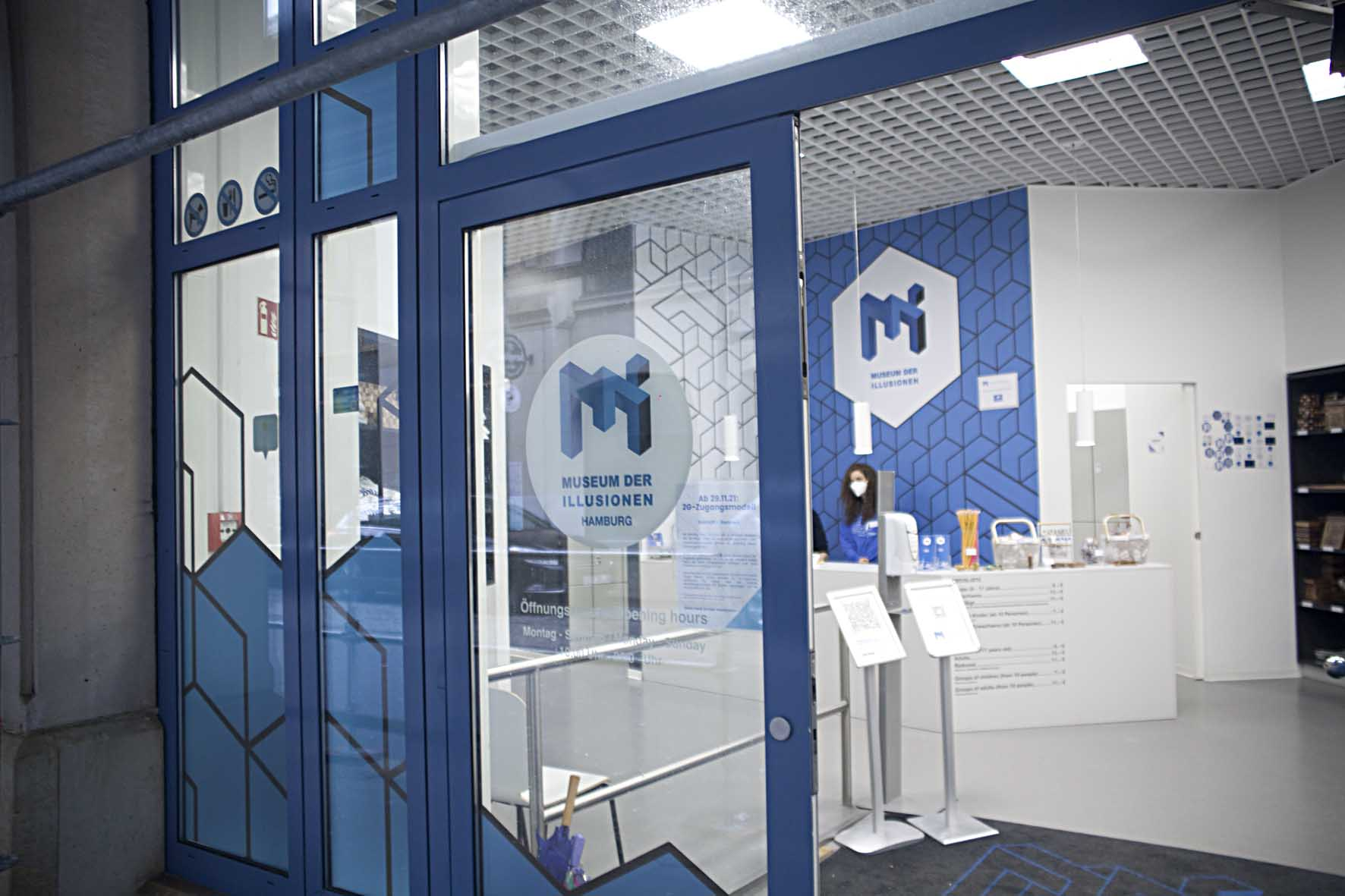
Der Eingang zum Hamburger Museum

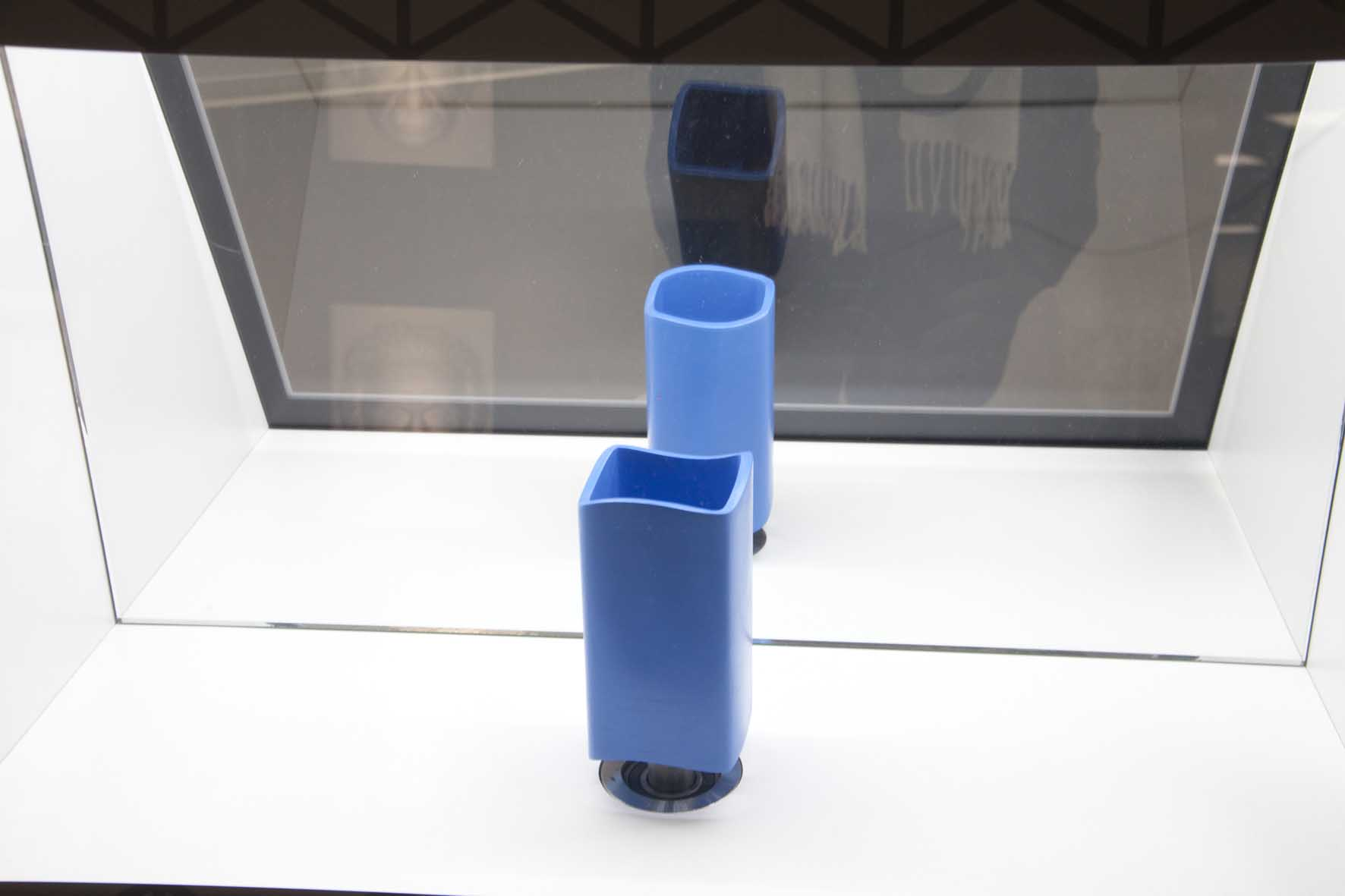
Optische Täuschung nach Kokichi Sugihara

Ein Museum der Illusionen ist ein Erlebnismuseum in der Tradition des Lachkabinetts. Das Konzept entwickelte die von Roko Živković und Tomislav Pamuković gegründete kroatische Museum-der-Illusionen-Gruppe. Museen der Illusionen sind in Nordamerika, Asien und Europa ansässig (Stand: 2020). Zugrunde liegendes Geschäftsmodell der Museumsgründungen ist das Franchising. Das erste Museum der Illusionen eröffneten die Gründer Roko Živković und Tomislav Pamuković im Jahr 2015 in Zagreb. Im Jahr 2020 existierten mehr als 20 Museen der Illusionen in verschiedenen Städten beziehungsweise Ländern.

## Ausstellung
Die Museumsbesucher erleben optische Täuschungen. Teil der interaktiven Ausstellung sind u. a. Hologramme, Stereogramme, ein gedrehter und ein Ames-Raum, ein Vortex Tunnel sowie Dilemma games. Die Museen der Illusionen richten sich mit ihren Exponaten an Erwachsene, Jugendliche und Kinder. „Ausprobieren und Fotografieren sind ausdrücklich erlaubt“ in den Museen.

## Standorte
Die Museen finden sich fünf Jahre nach der Gründung des ersten in China (Shanghai), Deutschland (Hamburg), Frankreich (Paris), Georgien (Tiflis), Griechenland (Athen), Kanada (Toronto), Katar (Doha), Kroatien (Zagreb/Zadar), Malaysia (Kuala Lumpur), Österreich (Wien), Oman (Maskat), Serbien (Belgrad), Slowenien (Ljubljana), Südkorea (Busan), der Türkei (Istanbul), in den Vereinigten Arabischen Emiraten (Dubai) und den Vereinigten Staaten (Dallas, Kansas City (Kansas), New York City). Weitere Niederlassungen sind geplant (Stand: 2020). Die Museen der Illusionen weisen ein einheitliches Erscheinungsbild auf. 40 bis 80 Exponate finden die Besucher an den einzelnen Standorten vor.

### 2015
Zagreb, Kroatien
In Zagreb, Ilica 72, entstand 2015 das erste Museum der Illusionen mit mehr als 70 Exponaten.

### 2016
Ljubljana, Slowenien
Im Jahr 2016 wurde in Ljubljana, Kongresni trg 13, ein Museum der Illusionen eröffnet. Es weist ca. 40 Ausstellungsstücke auf.
Zadar, Kroatien
Das Museum der Illusionen in Zadar, Poljana Zemaljskog Odbora 2, wurde im Jahr 2016 eröffnet. Es hält ca. 70 Exponate bereit.

### 2017
Wien, Österreich
Mehr als 70 Ausstellungsstücke zeigt das 2017 eröffnete Museum der Illusionen Wien in der Wallnerstraße 4. Es ist die vierte Niederlassung der Museum-der-Illusionen-Gruppe.
Maskat, Oman
In der Muscat Grand Mall öffnete 2017 das Museum der Illusionen in Maskat mit über 70 Exponaten.

### 2018
Athen, Griechenland
Mehr als 80 Exponate zeigt das im Jahr 2018 gegründete Museum der Illusionen in Athen, Ermou 119.
Belgrad, Serbien
Das Museum der Illusionen in Belgrad, Nušićeva 11, hält seit 2018 mehr als 70 Exponate für die Besucher bereit.
Berlin, Deutschland (bis 2019)
In Berlin-Mitte, Karl-Liebknecht-Straße 9, wurde im August 2018 mit über 80 erlebbaren Illusionen das Museum der Illusionen in Berlin eröffnet. Heute ist es das Illuseum Berlin.
Dubai, Vereinigte Arabische Emirate
Im Jahr 2018 wurde das Museum der Illusionen in Dubai, Al Seef mit mehr als 80 Ausstellungsstücken eröffnet.
Hamburg, Deutschland
Am 19. Oktober 2018 öffnete das Museum der Illusionen in der Hamburger Altstadt, Lilienstraße 14–16, seine Türen. Auf ca. 400 Quadratmetern werden in Hamburg etwa 50 Exponate präsentiert.
Kansas City (Kansas), Vereinigte Staaten
Seit 2018 weist Kansas City, 30 W Pershing Rd, ein Museum der Illusionen auf.
Kuala Lumpur, Malaysia
In Kuala Lumpur, 101 Jalan Bukit Bintang, ist das Museum der Illusionen seit dem Jahr 2018 mit mehr als 70 Exponaten vertreten.
New York, Vereinigte Staaten
70 Exponate stehen den Besuchern im Museum der Illusionen in New York, 77 8th Avenue, seit September 2018 zum Interagieren zur Verfügung.
Toronto, Kanada
Auf ca. 437 Quadratmetern können die Besucher seit 2018 im Museum der Illusionen in Toronto, 132 Front Street East, 70 Ausstellungsstücke ausprobieren.

### 2019
Dallas, Vereinigte Staaten
In Dallas, 701 Ross Ave, präsentiert das Museum der Illusionen seit dem Jahr 2019 70 Ausstellungsstücke.
Doha, Katar
Das sich in The Gate Mall befindende Museum der Illusionen in Doha wurde im September 2019 eröffnet. Die Beschreibungen der einzelnen Exponate des Museums in Katar sind dort auch in Blindenschrift zu lesen, um die Integration von Menschen mit Behinderungen zu unterstützen. 70 Exponate weist das Museum auf.
Istanbul, Türkei
Das Museum der Illusionen in Istanbul, Istiklal, besteht seit Juli 2019. 60 Illusionen werden den Besuchern im Museum in Istanbul geboten.
Paris, Frankreich
In Paris, 98 Rue Saint-Denis, wurde das Museum der Illusionen im Dezember 2019 eröffnet. Es bietet seinen Besuchern 70 Illusionen.
Shanghai, China
Im Jahr 2019 wurde das Museum der Illusionen in Shanghai, Nr. 168 Jiujiang Road, eröffnet. Mehr als 80 Exponate weist das Museum auf.
Tiflis, Georgien
Über 70 Exponate zeigt das im Jahr 2019 eröffnete Museum der Illusionen in Tiflis, Betlemi St 10.

### 2020
Busan, Südkorea
Die Eröffnung des Museums der Illusionen in Busan, Biff Hill 1F, Suyeonggangbyeon-daero 120, Haeundae-gu, erfolgte im Jahr 2020.
Stuttgart, Deutschland
Eröffnete am 21. August 2020

## Rezeption
Die Journalistin Irene Altenmüller beschreibt das Hamburger Museum für den NDR als „Spaß für die Sinne“. Meggie Hoegler bezeichnet das Museum in Toronto Life als „Funhouse“. In einem Artikel für das Hamburger Abendblatt spricht Elisabeth Jessen bezogen auf das Museum von einer Attraktion.